# Luis Parada
Luis Alberto Parada Fuentes (Barrio San Jacinto, San Salvador, 2 de abril de 1960) es un político, exmilitar y abogado salvadoreño especializado en litigios y arbitrajes internacionales. Fue un testigo clave en el caso del asesinato de los Sacerdotes Jesuitas en 1989 durante la guerra civil en El Salvador. Fue candidato a la Presidencia de la República de El Salvador para las elecciones de 2024.

## Formación académica
- En 1984 obtuvo la Licenciatura en Seguridad Nacional y Asuntos Públicos (Relaciones Internacionales) en la Academia Militar de West Point.[3]
- En 1994 estudió una Maestría en Gobierno (Transición a la democracia) en la Universidad de Georgetown.
- En 2011 obtiene el grado de Doctor en Derecho (Juris Doctor) en la Escuela de Derecho de la Universidad de Georgetown.

## Reseña biográfica
Luis Parada nació en abril de 1960. Creció en el seno de una familia de clase media en el céntrico Barrio San Jacinto, San Salvador. 
Estudió sus primeros años en una escuela privada de la Iglesia Bautista. En 1978, Parada fue uno de los doce estudiantes seleccionados entre doscientas aplicaciones para un año de intercambio en otro país. Durante ese año finalizó su secundaria y vivió con una familia en Lincoln City, Oregón, Estados Unidos.  A su regreso a El Salvador, en enero de 1980 ingresa a la Escuela Militar "Capitán General Gerardo Barrios". En ese año gobernaba el país la Junta Revolucionaria de Gobierno dirigida en ese momento por el Coronel Adolfo Arnoldo Majano. Esta primera Junta Revolucionaria de Gobierno fue producto del golpe de Estado dado por la juventud militar el 15 de octubre de 1979. 
Tras su paso por la Academia Militar de El Salvador, es becado para estudiar en la Academia Militar de West Point donde en 1984 se gradúa en Licenciatura en Seguridad Nacional y Asuntos Públicos (Relaciones Internacionales).

## 14 años en la Fuerza Armada
Luis Parada fue Capitán del Ejército salvadoreño. Durante sus catorce años de permanencia en la institución, se desempeñó como Comandante de sección en el Batallón de Paracaidistas. Además fue Comandante de Sección y Comandante de Compañía en el Destacamento Militar Número 4 (DM-4), en el departamento de Morazán, al noreste de El Salvador. 
Luego pasó a ser Jefe de la Sección de Criptoanálisis de la Dirección Nacional de Inteligencia (DNI). En diciembre de 1989 es ascendido a Capitán. Finalmente, a partir de enero de 1990, fue designado como agregado de defensa adjunto en la embajada de El Salvador en Washington D. C. Finalizó su paso por el ejército salvadoreño el 31 de octubre de 1994.  
En febrero del año 2020, Luis Parada renunció a su grado de Capitán del Ejército y a todos los demás que adquirió cuando causó alta como Cadete de la Escuela Militar en 1980. La renuncia la presentó al Ministro de Defensa, el Vicealmirante René Merino Monroy luego que el Ejército salvadoreño irrumpiera en el recinto de la Asamblea Legislativa acompañando al Presidente Nayib Armando Bukele el domingo 9 de febrero de ese año como una manera de protestar en contra de las medidas que se estaba implementando y de integrar sin fundamento constitucional a la Fuerza Armada en un acto como ese.

## Caso de los Sacerdotes Jesuitas
El 16 de noviembre de 1989, seis Sacerdotes Jesuitas y sus dos colaboradoras, fueron asesinados dentro de las instalaciones de la Universidad Centroamericana "José Simeón Cañas" (UCA). El martirio de los Sacerdotes Jesuitas fue cometido mientras el movimiento guerrillero Frente Farabundo Martí para la Liberación Nacional (FMLN) desarrollaba la Ofensiva "Hasta el Tope". La noche del asesinato, Luis Parada afirma que él era parte del cuerpo de oficiales de la Dirección Nacional de Inteligencia, DNI. Según sus declaraciones, durante el operativo guerrillero, la DNI se reunía más de una vez al día con los oficiales de la Escuela de Inteligencia Nacional para analizar los reportes y hechos del operativo militar. 
Estas reuniones le permitieron conocer de primera mano los reportes "oficiales" el día de los acontecimientos. Afirma que la mañana siguiente pudo visitar la escena del crimen. Dos días después, Luis Parada expresa que fue testigo del inicio de un operativo de encubrimiento de la responsabilidad de la Fuerza Armada salvadoreña en el crimen contra los Sacerdotes Jesuitas.

Si en la radio interna nos dicen que (el asesinato del sacerdote Ignacio Ellacuría) fue "por resistirse al arresto"… En la cadena radial había escuchado que le estaban echando la culpa al FMLN. Me regresé después a ver a Herrera Carranza. Le reclamé que cómo era posible que estuviéramos encubriendo el hecho. Ya habíamos hablado de lo estúpido de intentar encubrir este tipo de hechos un año antes, cuando la masacre de San Sebastián
Luis Parada en entrevista para el periódico El Faro, 27 noviembre de 2016

En 1991 el Capitán Luis Parada fue llamado a declarar ante la Comisión de Investigaciones de Hechos Delictivos, CIHD, y ante el Juzgado Cuarto de lo Penal. En 1991, el Juez Cuarto de lo Penal investigaba el asesinato de los Sacerdotes Jesuitas. Durante ese momento Luis Parada fue enviado a Washington como agregado militar, por lo que fue el último en dar declaración.

### 25 años después de los Acuerdos de Paz
En abril del 2016, durante un Congreso Internacional para conmemorar los 25 años de los Acuerdos de Paz de El Salvador, organizado por la Universidad de Columbia y la Universidad de Nueva York, Luis Parada reconoció públicamente que los militares salvadoreños habían estado involucrados en el asesinato de los Sacerdotes Jesuitas en noviembre de 1989.
Un año después, en el 2017, en entrevista en el programa "Debate con Nacho" de la cadena TCS, Luis Parada expresó que en el día del asesinato de los Sacerdotes Jesuitas, en el momento que se lo informaron, lo que más le preocupó fue lo que para él era un "doble delito". Expresó esto porque pronto hubo una campaña para encubrir el crimen.

## Lucha contra la minería metálica
Luis Parada obtiene su baja de la Fuerza Armada de El Salvador el 31 de octubre de 1994, mientras era agregado militar en la Embajada de El Salvador en Washington D. C., en Estados Unidos.
En 1998, Luis Parada fue asistente jurídico en el bufete Arnold y Porter, en Washington D.C. Cuando obtiene su grado de Doctor en Derecho, en mayo del 2001 pasa a ser asociado del mismo bufete legal. En ese período, participa con carácter pro bono en un litigio civil en una corte federal de Estados Unidos contra siete universidades estatales de Virginia. La demanda está relacionada al acceso de estudiantes inmigrantes a estudios universitarios en el estado de Virginia debido a la percepción sobre su estado migratorio.
Para agosto del año 2004, Luis Parada pasa a ser asociado en el Bufete Dewey & Leboeuf. En enero del 2010 se convierte en Consejero el mismo bufete. En mayo de 2012 pasa a formar parte del bufete Foley Hoag primero como Consejero, y a partir de enero de 2014 como Asociado. Con Foley Hoag logra el triunfo para la República de El Salvador en contra de la empresa minera Ocean Gold antes Pacific Rim. También en esta época fue parte del equipo que negoció con la empresa italiana ENEL. Esta acción le permitió al Estado salvadoreño recuperar sus recursos geotérmicos en todo el país.
Desde septiembre de 2017 hasta mayo de 2021 fue parte del bufete Curtis, Mallet-Prevost, Colt & Mosle Llp. Desde diciembre de 2021, Luis Parada trabaja como Consejero Sénior para el bufete Sovereign Arbitration Advisors LLC.

#### Caso "Pacific RIM"
Para el caso en contra de la empresa minera Pacific RIM, en la entrevista presentada en el programa Debate con Nacho, de la cadena TCS, Luis Parada narra que trabajó con cuatro fiscales salvadoreños, desde el año 2009, comenzando con Félix Garrid Safie Parada, cuando era presidente de la república, Elías Antonio Saca. A partir del año 2013, mientras trabajaba con el bufete Foley Hoag, fue el líder del equipo de doce abogados de Foley Hoag, cuatro abogados locales salvadoreños, quince expertos y varios contratistas que aseguraron la victoria ante el CIADI para la República de El Salvador contra un reclamo de $314 millones de dólares interpuesto por la empresa minera australiana-canadiense Oceana Gold (a través de su subsidiaria Pac Rim Cayman), ganando un laudo de ocho millones de dólares más intereses como reembolso de los costos legales de El Salvador.

## Carrera política
En 2017, aún viviendo en los Estados Unidos, incursiona en la política al postularse como precandidato presidencial por el partido Alianza Republicana Nacionalista (ARENA). Luis Parada abandonó la competencia antes de iniciarse el proceso de elección, el exmilitar dijo que la decisión del partido ARENA de adelantar el proceso interno para seleccionar al candidato le imposibilitaba su participación. ARENA eligió el 22 de abril de 2018 como su candidato presidencial a Carlos Calleja.
En julio del año 2023, se inscribe junto con la activista y periodista Celia Medrano como precandidatos presidencial y vicepresidencial respectivamente. Para las elecciones generales de 2024 él junto a Celia se convierten en la fórmula presidencial oficial que compiten bajo la bandera del partido Nuestro Tiempo, partido liberal y progresista, pero que además vienen como una propuesta encabezada por organizaciones civiles, siendo específicamente del movimiento SUMAR por El Salvador el cual aglomera múltiples sectores de la ciudadanía: sociedad civil, defensores y defensoras de derechos humanos, representantes de la academia, sectores feministas, activistas de la diversidad sexual, ambientalistas, religiosos, profesionales, etc.

## Posiciones políticas
Es defensor medio ambiental y defensor de la Ley contra la Minería Metálica promulgada en 2017 en El Salvador. En una entrevista menciona que: si de él dependiese implementar el régimen de excepción, política de seguridad alabada y también cuestionada del gobierno de Nayib Bukele para combatir las pandillas, menciona que lo hubiera mantenido en un plazo mucho menor, apegado a la Constitución y respetando los Derechos Humanos de la ciudadanía evitando, por ejemplo, las capturas arbitrarias.
Sobre temas como el aborto considera que es necesario asegurar constitucionalmente el tema del derecho a la vida, pero que también es importante analizar y discutir, desde una perspectiva de empatía y honestidad, si el Estado debe o no siquiera penalizar a una mujer que toma una decisión basada en alguna de las causales; en lo que respecta a una Ley de Identidad de Género no menciona estar a favor ni en contra y sobre una Ley de Educación Sexual integral en las escuelas aclara en la importancia de que la niñez y la juventud reciban información sobre el tema sexual, de personas idóneas y no necesariamente en las escuelas, sino también integrar y dándoles la libertad a los padres e iglesias de decidir sobre la forma en que se les pueda transmitir esa educación.
Considera que todos estos temas quedan en manos de la Asamblea Legislativa y no forman parte de su agenda de llegar a la presidencia, lo subraya en un contexto donde la economía es el principal problema que aqueja a la ciudadanía.
Algunos medios de comunicación lo catalogan como un candidato liberal y de centroderecha. Algunos comentaristas sugieren en cambio que tiene un pensamiento más hacia la izquierda.

## Vida personal
Desde hace varios años adoptó una dieta completamente vegana, su comida favorita son los frijoles fritos y las pupusas de frijoles con loroco, su cantante favorita es Dua Lipa y su película favorita es Star Wars: Episodio IV. Por último su libro favorito es "Defender el agua: Cómo la gente de El Salvador enfrentó la codicia empresarial" escrito por Robin Broad y John Cavanagh el cual relata la lucha por la sociedad civil, especialmente de Cabañas, contra la minería metálica en El Salvador.